# 881
881 (DCCCLXXXI) var ett normalår som började en söndag i den julianska kalendern.

## Händelser

### Februari
- 12 februari – Karl den tjocke kröns till tysk-romersk kejsare.

### Okänt datum
- Slaget vid Saucourt-en-Vimeu: Ludvig III av Frankrike besegrar danska vikingar.
- St. Cäcilien, Cäcilienstraße, grundas som ett college för kvinnor. Det utvecklas senare till Schnütgen Museum [1].
- Bakong (Harihara-Laya) grundas.

## Födda
- Feng Tao, kinesisk konfuciansk präst, den förste att trycka Konfucianska klassikerna år 932.
- Olga av Kiev, regerande furstinna av Kievriket.

## Avlidna
- Lu Guimeng
- Orso I Participazio, doge